# How Ace Are Buildings
How Ace Are Buildings is een album van A, uitgebracht in 1997. Een jaar later werd het album opnieuw uitgebracht als cassette en 12 inch-album. De 12 inch-editie bevat een aantal extra tracks, waaronder extra remixes en liveoptredens.

## Tracklist
1. Turn It Up - 1:33
2. Foghorn - 3:04
3. Cheeky Monkey - 3:36
4. Number One - 3:50
5. Bad Idea - 2:21
6. Sing-A-Long - 4:20
7. Winter Of '96 - 5:28
8. Out Of Tune - 4:19
9. Fistral - 3:59
10. House Under The Ground - 4:01
11. Five In The Morning - 3:41
12. Ender - 18:07

## Trivia
- In het nummer Number One wordt een stuk tekst gebruikt uit het nummer My Life van Billy Joel. Joels naam werd genoemd bij de credits, omdat zijn tekst werd gebruikt.
- Tijdens het nummer Cheeky Monkey wordt de tekst "Oh, you cheeky monkey" gebruikt, wat altijd gezegd werd door John Thompson in de serie Knowing Me, Knowing You.

## Singles
Bad Idea
1. "Bad Idea" – 2:16
2. "Look What You Made Me Do" – 3:12
3. "40" – 2:30

Foghorn
1. "Foghorn" – 3:07
2. "Last Girl" – 4:24
3. "A Demolished House" – 5:22

Hoogste positie UK Chart: 63
Sing-A-Long
1. "Sing-A-Long" – 4:19
2. "Sing-A-Long" – 4:22 (Post Team Audit Mix)
3. "Singing Out Of Tune" – 3:49 (In A Castle)
4. "Number One" – 3:22 (Radio Edit)
5. "Number One" (Video)

Hoogste positie UK Chart: 57
Number One
- CD1:

1. "Number One" – 3:21
2. "Good Idea" – 2:18
3. "Alright" – 2:41
4. "Sasquatch" – 2:52

- CD2:

1. "Number One" – 3:51 (+30)
2. "Ouch" – 4:02
3. "Number One" – 6:15 (Happy Valley Ranch Mix)
4. "Foghorn" – 3:06
5. "Foghorn" (Video)

Hoogste positie UK Chart: 47